# Kyrkstad gård
Kyrkstad gård (finska: Kyrkstadin kartano) är en herrgård och före detta rusthåll i Lojo i det finländska landskapet Nyland. Gårdens nuvarande huvudbyggnad i empirestil uppfördes 1876. Gården är idag i privat ägo.
Kyrkstad gård ligger vid Lojo sjö. Gården samt den omgivande parken är skyddade som värdefulla kulturmiljöer.

## Historia och arkitektur
Byn Kyrkstad omnämndes första gången i skriftliga källor år 1420 när byn köptes av Tomas Tomasson. I slutet av medeltiden fanns det två hemman i Kyrkstad som sammanlades år 1643 av Martin Pavalsson. Gården förblev därefter i samma släkts ägo i över 200 år. På 1700-talet bildades Kyrkstad till ett rusthåll. År 1894 blev också hemmanen Lassi och Markku i Kittfall by delar av Kyrkstad gård. Kyrkstad fungerade också som ett gästgiveri från 1830-talet till början av 1900-talet. Gästgiveribyggnaden fanns i Kyrkstad gårds ursprungliga gårdscentrum i hörnet av de nutida vägarna Tynnisåvägen och Jermugränden.
Axel Gustav Hornborg köpte gården 1874 men sålde den 1875 till bolaget Kyrkstad Ångsåg Ab som han själv var delägare i. Efter konkurs kom gården i släkten Dahlbergs ägo mellan 1885 och 1980. År 1906 köptes 1/6 av Kyrkstad av Lojo kalkverk och nästan alla kalkverkets byggnader uppfördes på gårdens före detta mark. Även Virkby kyrka är byggd på mark som ägdes av Kyrkstad gård. I slutet av 1930-talet var Kyrkstad gård cirka 250 hektar stor.
År 1980 köpte Lojo kommun gården. Kommunen sålde sedan gården till en privatperson år 1994.

### Arkitektur
Fram till 1980-talet fanns det tre olika byggnader på gårdens mark som alla en gång hade varit huvudbyggnader. Den äldsta byggnaden var byggd strax efter stora ofreden och byggnaden användes senare som en skola. Den andra byggnaden fungerade senare som arbetarbostad.
Den nuvarande huvudbyggnaden i empirestil färdigställdes år 1876. Byggnaden är en gul timmerbyggnad med sadeltak. Det finns bara en våning i byggnaden. I början av 1900-talet gjorde arkitekt Bauffin ritningar för byggandet av en andra våning i huvudbyggnaden, men den blev dock aldrig byggd. Kyrkstad gårds huvudbyggnad har renoverats år 1900 och 1932 och senast år 1995 när hela byggnaden renoverades grundligt. Då fick gården till exempel nya takfönster med sadeltak. Likadana fönstren kan man se på ett gammalt foto av gården från 1931. På andra sidan av Kyrkstad gårds huvudbyggnad finns en glasveranda som uppfördes 1980. Vid verandan finns gårdens kontor och vinterträdgård. Det finns 10 rum i huvudbyggnaden.
En lång träallé leder till Kyrkstad gård. Omkring gården finns en park i engelsk stil som grundades på 1880-talet. Det finns bland annat två dammar i parken.
Nuförtiden kvarstår endast ett spannmålsmagasin i tegel av gårdens ekonomibyggnader. Gårdens alla andra gamla byggnader, såsom gråstensladugård från 1893, arbetarbostäder och portvaktens stuga, revs på 1980-talet.

### Ägare
Lista över Kyrkstad gårds ägare:
| Namn                         | Hemman 1, år | Hemman 2, år | Relation till föregående ägare |
| ---------------------------- | ------------ | ------------ | ------------------------------ |
| Tomas Tomasson               | 1420         |              |                                |
| Olaf af Kirkestade           | 1466         |              |                                |
| Nils Larsson                 | 1540-1557    |              |                                |
| Pål Nilsson                  | 1559-1575    |              | Son                            |
| Matts Nilsson                | 1580-1590    |              | Bror                           |
| Bertil Mattsson              | 1605-1615    |              | Son                            |
| Olof Andersson i Kockis      | 1627-1643    |              | Köpare                         |
| Olof                         |              | 1540         |                                |
| Mariett                      |              | 1549-1553    | Änka                           |
| Olof Augustinsson            |              | 1556-1580    |                                |
| Mikel Olofsson               |              | 1585-1636    | Son                            |
| Martin Pavalsson             | 1643         | 1636-1685    | Köpare                         |
| Hans Mårtensson              | 1685-1731    | 1685-1731    | Son                            |
| Hans Hansson                 | 1731-1763    | 1731-1763    | Son                            |
| Hans Hansson Loberg          | 1763-1789    | 1763-1789    | Son                            |
| Greta Loberg                 | 1789-1807    | 1789-1807    | Änka                           |
| Karl Gustav Loberg           | 1807-1834    | 1807-1834    | Son                            |
| Anders Mårten Loberg         | 1834-1842    | 1834-1842    | Son                            |
| Ulrika Loberg (född Åström)  | 1842-1865    | 1842-1865    | Änka                           |
| Karl Anders Loberg           | 1865-1868    | 1865-1868    | Son                            |
| Henrik Viktor Malin          | 1868-1874    | 1868-1874    | Svärson                        |
| Axel Gustav Hornborg         | 1874-1875    | 1874-1875    | Köpare                         |
| Kyrkstad Ångsåg AB           | 1875-1885    | 1875-1885    | Köpare                         |
| Karl August Steffan Dahlberg | 1885-1905    | 1885-1905    | Köpare                         |
| Berta Heitmann               | 1905-1908    | 1905-1908    | Köpare                         |
| Anna Dahlberg                | 1908-1980    | 1908-1980    | Köpare                         |
| Lojo kommun                  | 1980-1994    | 1980-1994    | Köpare                         |